# Maya Gallus
Maya Gallus es una directora, guionista y productora de cine canadiense, especializada en documentales, cofundadora de Red Queen Productions con Justine Pimlott. 

## Trayectoria
Sus películas se han proyectado en festivales de cine, como el Festival Internacional de Cine de Toronto, el Festival Internacional de Cine de Montreal, el festival internacional de cine documental Hot Docs de Canadá, el Doc/Fest de Sheffield, el Festival Internacional de Cine de Mujeres de Seúl, el Festival Internacional de Cine de Singapur, el Festival de Cine This Human World de Viena y el Women Make Waves de Taiwán, entre otros. 
Su trabajo también se ha proyectado en el Museo de Bellas Artes de Boston, en el Donostia Kultura de San Sebastián y en el Canada House UK, así como en salas de cine de Tokio, San Francisco, Cayo Hueso y Toronto, entre otros. 
Gallus ha ganado numerosos galardones, incluido el premio Gemini a la mejor dirección por Girl Inside, y ha aparecido en periódicos como The Guardian, y revistas como Ms., Curve, Bust, Salon, POV y The Walrus, entre otras.
Es exalumna, directora y guionista del Centro Cinematográfico Canadiense y participante en el programa Women in the Director's Chair. Fue homenajeada con una retrospectiva "Focus On" en el festival internacional Hot Docs de 2017.

## Filmografía
| Año  | Película                                                            | Descripción |
| ---- | ------------------------------------------------------------------- | --- |
| 1993 | The Very Dead of Winter (Directora/Escritora)                       | Una familia se enfrenta a la muerte del padre. |
| 1991 | Elizabeth Smart: On the Side of the Angels (Directora/Escritora)    | La vida y obra de la escritora canadiense Elizabeth Smart, autora de By Grand Central Station I Sat Down and Wept .                                                                                                 |
| 1997 | Barbara Ann Scott: Queen of the Blades (Directora)                  | Un retrato de la patinadora artística campeona olímpica, conocida como "la novia de Canadá". |
| 1997 | Erotica: A Journey Into Female Sexuality (Directora)                | Una exploración de la erótica femenina, con la última entrevista a la autora de Story of O, Pauline Réage, así como entrevistas a Annie Sprinkle, Candida Royalle, Bettina Rheims, Catherine Robbe Grillet y otras. |
| 1997 | A Tale of Two Sisters (Directora)                                   | Un retrato de las actrices de teatro y cine canadienses Jennifer y Cynthia Dale. |
| 1998 | Full Circle: The Untold Story of the Dionne Quintuplets (Directora) | Un retrato de tres de las quintillizas Dionne: Cécile, Yvonne y Annette. |
| 2005 | Fag Hags: Women Who Love Gay Men (Productora/Escritora)             | Maya Gallus, Justine Pimlott, Judy Holm. |
| 2009 | Cat City (Coproductora)                                             | Justine Pimlott, Maya Gallus. |
| 2010 | Dish-Women, Waitressing & the Art of Service (Directora/Escritora)  | Desde las clásicas cenas norteamericanas y los "restos sexys" de Montreal hasta los restaurantes de alta cocina de París y los maid cafés de Tokio.                                                                 |
| 2012 | The Mystery of Mazo de la Roche (Directora/Escritora)               | La vida y obra de la escritora canadiense Mazo de la Roche, autora de Jalna and the Whiteoak Chronicles. |
| 2013 | Derby Crazy Love (Codirectora)                                      | El renacimiento feminista de la tercera ola del roller derby femenino y la subcultura en torno al deporte. |

## Premios y nominaciones
Festival de Cine del Atlántico
- 1997: Mejor narración: Elizabeth Smart: On The Side of the Angels

Premios Géminis
- 1992: Mejor dirección en documental - Elizabeth Smart : On The Side of the Angels (Nominación)

Premios Genie
- 1998: Mejor documental: Erotica: A Journey Into Female Sexuality

Hot Docs
- 1998: Mejor documental artístico: Erotica: A Journey Into Female Sexuality (Nominación)

Festival de Cine de Yorkton, Premios Golden Sheaf
- 1991: Mejor producción: Elizabeth Smart: On The Side of the Angels (Premio)
- 1991: Mejor documental: Elizabeth Smart: On The Side of the Angels (Premio)
- 1991: Mejor montaje: Elizabeth Smart: On The Side of the Angels (Premio)